# Композиција II са црвеном, плавом и жутом
Композиција II са црвеном, плавом и жутом је слика Питa Мондријан из 1930. године. Мондријан је овим делом у великој мери допринео апстрактном визуелном језику сликарства.

## Мондријаново порекло и веза са Де Стајлом
Композиција је производ холандског покрета Де Стајл, што у преводу значи "стил". Покрет се може посматрати као подршка индивидуалним теоријским и уметничким стремљењима. Мондријан је широко виђен као истакнути уметник овог покрета. Рођен у Холандији 1872. године, Мондријан је увек био заинтересован за уметност. Хоби је претворио у страст када му је ујак Фриц Мондријан (професионални сликар) помогао да се пресели у Амстердам где је три године студирао на Академији ликовних уметности код сликара Агуста Алебеа.  Када се преселио у Париз 1910. године, Мондријан је почео да открива свој потенцијал.  У Паризу је упознао кубизам, што је имало велики утицај на његов рад.